# Шубин, Адам
Адам Якоб Шубин (англ. Adam Szubin; род. 1972, Тинек, Берген) — американский адвокат и государственный деятель, исполнял обязанности министра финансов Соединенных Штатов с 20 января 2017 года по 13 февраля 2017 года. После отставки министра финансов США Джейкоба Лью и заместителя министра финансов Сары Блум Раскин стал и. о. секретаря. Ранее исполнял обязанности заместителя секретаря по вопросам терроризма и финансовой разведки. В апреле 2017 года присоединился к юридической фирме Sullivan & Cromwell.

## Биография

### Образование
Шубин — из ортодоксальной еврейской семьи, учился в Академии Явнех в школе Рамаза. Он получил степень B.A. в Гарвардском колледже и J.D. в юридической школе Гарварда.

### Казначейство
Присоединившись к Казначейству в 2004 году, Шубин работал в администрации Буша в качестве старшего советника заместителя министра по вопросам терроризма и финансовой разведки. С 2006 по 2015 год (три года в администрации Буша и ещё шесть в администрации Обамы), Шубин занимал должность директора Управления контроля над иностранными активами Казначейства. 16 апреля 2015 года президент Обама назначил его заместителем министра по вопросам терроризма и финансовых преступлений. В 2016 году банковский комитет Сената утвердил свою кандидатуру, но полный Сенат не подтвердил его. Трамп, ещё не подтвержденный сенатом, попросил его остаться на посту заместителя госсекретаря. Он стал исполняющим обязанности секретаря Казначейства Соединенных Штатов После отставки министра финансов США Джейкоба Лью и заместителя министра финансов Сары Блум Раскин 20 января 2017 года. После ожидаемого подтверждения того, что Стивен Мнучин является секретарем Казначейства, Шубин покидает государственную службу.

### Семья
Шубин живёт со своей женой, Мириам и тремя детьми, в Вашингтоне, округ Колумбия.